# Фінал Кубка Іспанії з футболу 1966
Фінал Кубка Іспанії з футболу 1966 — футбольний матч, що відбувся 29 травня 1966 року. У ньому визначився 64-й переможець кубка Іспанії.

## Шлях до фіналу
| Сарагоса      | Сарагоса  | Сарагоса                 | Раунд       | Атлетік           | Атлетік   | Атлетік                  |
| ------------- | --------- | ------------------------ | ----------- | ----------------- | --------- | ------------------------ |
| Суперник      | Результат | Матчі                    |             | Суперник          | Результат | Матчі                    |
| Кальво Сотело | 9–2       | 4–1 на виїзді; 5–1 вдома | 1/16 фіналу | Кондал            | 6–2       | 3–1 на виїзді; 3–1 вдома |
| Кордова       | 6–1       | 2–0 на виїзді; 4–1 вдома | 1/8 фіналу  | Лас-Пальмас       | 3–2       | 1–0 вдома; 2–2 на виїзді |
| Сабадель      | 7–1       | 4–1 на виїзді; 3–0 вдома | 1/4 фіналу  | Атлетіко (Мадрид) | 2–1       | 0–1 на виїзді; 2–0 вдома |
| Барселона     | 3–2       | 2–2 на виїзді; 1–0 вдома | 1/2 фіналу  | Реал Бетіс        | 5–2       | 1–1 вдома; 4–1 на виїзді |

## Подробиці
| 29 травня 1966 |

| Реал Сарагоса         | 2:0      | Атлетік (Більбао) |
| --------------------- | -------- | ----------------- |
| Вілья 26' Лапетра 41' | Протокол |                   |

| Сантьяго Бернабеу, Мадрид Глядачів: 95 000 Арбітр: Феліш Бірігай |

|  |  |

| В                |  | Енріке Ярса          |
| З                |  | Северіно Рейха       |
| З                |  | Франсіско Сантамарія |
| З                |  | Хосе Рамон Іруск'єта |
| ПЗ               |  | Хосе Луїс Віолета    |
| ПЗ               |  | Антоніо Пайс         |
| Н                |  | Карлос Лапетра (к)   |
| Н                |  | Хуан Мануель Вілья   |
| Н                |  | Марселіно Мартінес   |
| Н                |  | Елеутеріо Сантос     |
| Н                |  | Канаріо              |
| Тренер:          |  |                      |
| Фердинанд Даучик |  |                      |

| В               |  | Хосе Анхель Ірібар      |
| З               |  | Рамон Сенарріага        |
| З               |  | Хуан Марія Соріккета    |
| З               |  | Луїс Марія Сугасага (к) |
| ПЗ              |  | Хосе Ларраурі           |
| ПЗ              |  | Фідель Уріарте          |
| Н               |  | Хосе Франсіско Рохо     |
| Н               |  | Педро Лавін             |
| Н               |  | Антон Арієта            |
| Н               |  | Хосе Аргойтія           |
| Н               |  | Кольдо Агірре           |
| Тренер:         |  |                         |
| Августин Гаїнса |  |                         |